# 气象台站
气象台站是哈尔滨地铁2号线的地铁车站，位于中国黑龙江省哈尔滨市香坊区公滨路与德强路交叉口东侧，临近黑龙江省气象台，为2号线东端终点站，于2021年9月19日开通。本站为哈尔滨地铁系统最东端车站，且自开通日起，取代同为哈尔滨地铁系统的哈尔滨东站，成为中国大陆最东端的城市轨道交通车站。

## 车站结构
气象台站沿公滨路设置，为地下两层岛式站台车站，车站总长465.5米，车站东侧设置两条存车线，供车辆折返和临时存放之用。
| 地面              | 出入口 | 1-3出入口                                                                                             |
| 地下一层          | 站厅   | 客服中心、自动售票机、验票机                                                                          |
| 地下二层          | 站台层 | \| \| \| █ 2号线往江北大学城（东北农业大学） \| \| 島式 · 開左邊车门 \| \| \| \| \| \| █ 2号线落客 \| |
|                   |        | █ 2号线往江北大学城（东北农业大学）                                                                   |
| 島式 · 開左邊车门 |        | |
|                   |        | █ 2号线落客                                                                                           |

## 车站出口
气象台站共设3个出口，各出口及周围设施如下所示：
| 编号                                  | 建议前往的目的地               | 照片 | 无障碍设施 |
| ------------------------------------- | ------------------------------ | ---- | ---------- |
| 1出口 · 出口                          | 公滨路，东北工程技术学校       |      | 不適用     |
| 2出口 · 出口 · 上海地铁无障碍电梯标志 | 公滨路，哈尔滨市第八十六中学校 |      |            |
| 3出口 · 出口                          | 公滨路                         |      | 不適用     |
| 注： 设有                             |                                |      |            |

## 接驳交通

### 公交车
| 德强学校 | 德强学校           | 德强学校 | 德强学校                 | 德强学校               |
| 编号     | 路线               | 路线     | 路线                     | 备注                   |
| -------- | ------------------ | -------- | ------------------------ | ---------------------- |
| 53       | 北大荒唐都生态园   | ⇆        | 经纬十二道街             |                        |
| 69       | 石化公司           | ⇆        | 跃兴街公交首末站         |                        |
| 267      | 哈东万达广场       | ⇆        | 哈站南广场               | 原 376专线             |
| 353      | 莫力村             | ⇆        | 香坊大街（红旗大街路口） | 定时班车               |
| 368      | 哈尔滨市纺织印染厂 | ⇆        | 香坊大街（红旗大街路口） | 原 郊8纺织印染厂支线   |
| 377340   | 成高子             | ⇆        | 香坊大街（红旗大街路口） | 经新香坊火车站；原 郊8 |
| 379      | 哈东万达广场       | ⇆        | 哈西站东广场             |                        |
| 387      | 成高子             | ⇆        | 香坊大街（红旗大街路口） | 经前张家；原 377直行   |
| 390      | 什河丽景敬老社区   | ⇆        | 香坊大街（红旗大街路口） | 原 377–10（第一代）    |

## 车站历史
- 2018年9月30日，车站主体结构封顶[4]。
- 2021年9月19日，随2号线一期工程通车一同开通[1]。
- 2022年
  - 8月31日，受新冠疫情影响，车站暂停运营[5]。9月9日，车站恢复运营[6]。
  - 11月26日，受新冠疫情影响，车站暂停运营[7]。12月4日，车站恢复运营[8]。